# Ilie T. Popovici
Ilie T. Popovici (n. 30 octombrie 1902, Budăi, Republica Moldova – d. 11 octombrie 1982, București) a fost un medic veterinar român, membru corespondent al Academiei Române.